# Juan de Juni

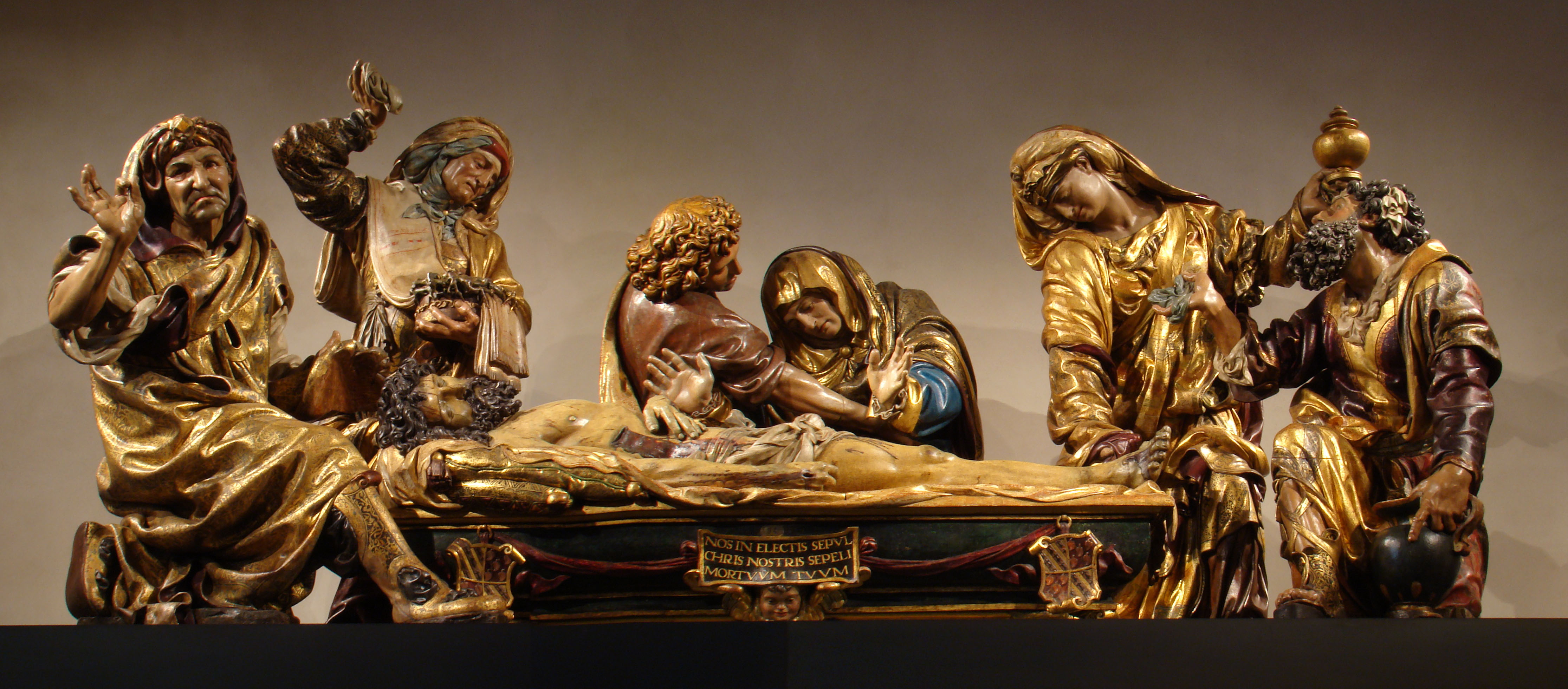
Deposizione di Cristo

Juan de Juni (Joigny, 1506 – Valladolid, 10 aprile 1577) è stato uno scultore francese naturalizzato spagnolo, attivo a Valladolid, tra i protagonisti della scultura del Rinascimento spagnolo.

## Biografia

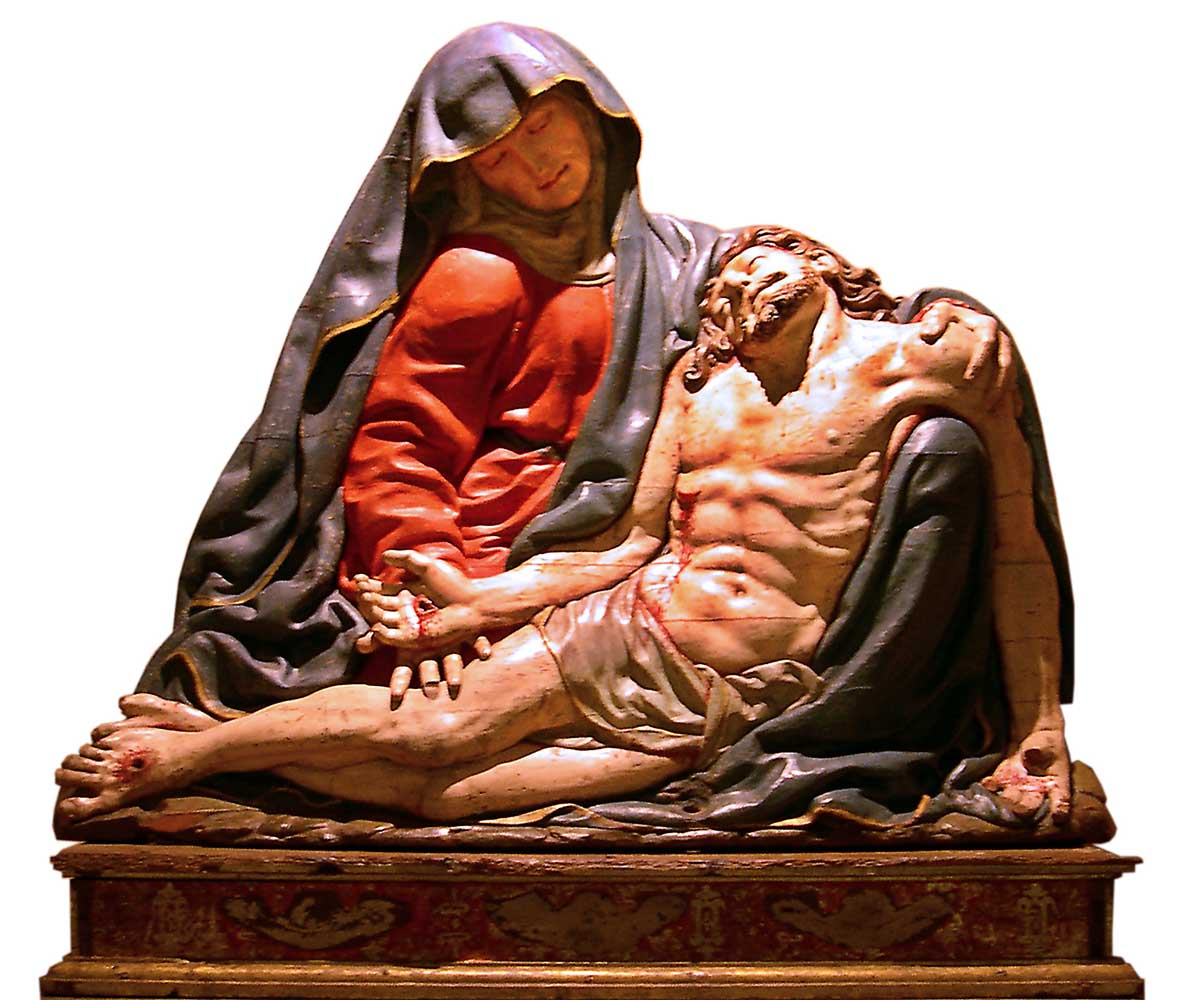
La Pietà di Medina del Campo

Juni arrivò in Spagna nel 1532 dopo aver soggiornato in Italia per studiare e perfezionarsi. Elementi artistici toscani, romani e lombardi, assieme alle influenze di Claus Sluter, caratterizzarono, infatti, le sue opere.
La Deposizione di Cristo esposto nell Museo nazionale di scultura di Valladolid, e considerata il suo capolavoro. Si tratta di un'opera composta da sette figure in legno policromo. L'opera trasmette la sensazione di tragedia, le emozioni e i sentimenti dei personaggi.

## Altre opere
Altre opere sono il retablo della cattedrale di Valladolid, la Deposizione nel sepolcro (Cattedrale di Segovia), Maria Addolorata (Chiesa della Madonna Addolorata, Valladolid).